# Pollyanna (film, 1920)
Pollyanna (engelska: Pollyanna) är en dramakomedifilm från 1920 i regi av Paul Powell. Filmen är baserad på Eleanor H. Porters roman med samma namn från 1913.
Huvudrollen spelas av Mary Pickford, som gestaltar en 12-årig flicka vid namn Pollyanna Whittier. Denna karaktär ska ha varit en stor inspiration för den svenska författaren Astrid Lindgren när hon senare skrev böckerna om Pippi Långstrump.

## Rollista i urval
- Mary Pickford - Pollyanna Whittier
- Wharton James - pastor John Whittier
- Katherine Griffith - tant Polly
- Helen Jerome Eddy - Nancy Thing
- George Berrell - gamle Tom
- Howard Ralston - Jimmy Bean
- William Courtleigh - John Pendleton
- Herbert Prior - Dr. Tom Chilton